# Jazz-Iz-Christ
Jazz-Iz-Christ è un album in studio del gruppo musicale statunitense omonimo, pubblicato il 23 luglio 2013 dalla Serjical Strike Records.

## Descrizione
Jazz-Iz-Christ è il terzo dei quattro album pubblicati dal cantante Serj Tankian a partire dal 2012 (quelli precedenti furono Harakiri e Orca Symphony No. 1), ed è nato da un'idea dello stesso Tankian, il quale ha creato insieme ad alcuni musicisti appartenenti alla scena jazz (come il pianista Tigran Hamasyan, il flautista Valeri Tolstov e il trombettista Tom Duprey, oltre anche a Troy Zeigler, batterista del gruppo spalla di Tankian, gli F.C.C.) un collettivo musicale che ha dato vita all'album.
Jazz-Iz-Christ è un album perlopiù strumentale ed è costituito da 15 tracce, di cui soltanto quattro sono cantate. Tra i brani cantati è presente Garuna, originariamente interpretata dal musicista e religioso armeno Komitas Vardapet e reso disponibile per l'ascolto sul profilo SoundCloud del cantante a partire dal 26 marzo 2013; più tardi anche il brano Waitomo Caves è stato reso disponibile su SoundCloud.
In un'intervista ad Artistdirect, Tankian ha rivelato che Distant Thing era stata inizialmente composta come un brano dalle sonorità gothic ma successivamente fu rivisitata in chiave jazz, mentre la traccia conclusiva Miso Soup era nata durante il tour di supporto a Elect the Dead e composta musicalmente insieme al suo gruppo spalla, gli FCC.

### Promozione
Sebbene dall'album non sia stato estratto alcun singolo, sono stati realizzati due videoclip per altrettanti brani. Il primo, Yerevan to Paris, è stato pubblicato il 27 agosto 2013 sul canale YouTube di Serj Tankian, mentre il secondo, ovvero quello di Distant Thing, è stato pubblicato il 13 dicembre.

## Tracce
Testi e musiche di Serj Tankian, eccetto dove indicato.
1. Fish Don't Scream – 3:37
2. End of Time – 3:55
3. Honeycharmed – 4:20
4. Arpeggio Bust – 4:02
5. Yerevan to Paris – 4:01
6. Scotch in China – 2:46
7. Distant Thing – 3:43 (Serj Tankian, Steven Sater)
8. Song of Sand – 3:04 (Tom Duprey, Serj Tankian)
9. Garuna – 4:45 (Komitas Vardapet) – originariamente interpretata da Komitas Vardapet
10. Balcony Chats – 4:07 (musica: Valeri Tolstov, Serj Tankian)
11. Jinn – 2:52
12. Waitomo Caves – 2:56
13. Through Nights and Hopes – 5:29 (musica: Valeri Tolstov)
14. Papa Blue – 3:24
15. Miso Soup – 3:31

## Formazione

### Musicisti
- Serj Tankian – basso e campionatore (tracce 1-6, 10-12, 14), programmazione (tracce 1-6, 10-12, 14 e 15), pianoforte (tracce 2–3, 6, 11, 14), sintetizzatore (tracce 2-5, 11, 12 e 15), sitar (traccia 3), voce (tracce 7-9, 15), beat (traccia 10), chitarra (traccia 11), chitarra acustica (traccia 15)
- Tigran Hamasyan – pianoforte (traccia 1, 5, 7, 9, 12 e 13), tastiera (traccia 1), rhodes (traccia 5, 12–13), sintetizzatore basso (tracce 12 e 13)
- Tom Duprey – flicorno soprano (traccia 1, 4, 5, 7, 8 e 15), tromba (traccia 2-3, 6, 11-15), trombino (traccia 11); sintetizzatore, campionatore e programmazione (traccia 13)
- Valeri Tolstov – flauto (tracce 1-7, 10-15); pianoforte e chitarra etnica (traccia 10)
- Troy Zeigler – batteria (tracce 1-6, 11, 14 e 15)
- Jon Del Sesto – basso aggiuntivo (traccia 5), voce (traccia 14), sintetizzatore aggiuntivo (traccia 15)
- Vincent Pedulla – rhodes (traccia 7); pianoforte (traccia 8)
- Robert Smiring – basso (traccia 7)
- Jeff Muzerolle – batteria (traccia 7)
- David Finch – violino (traccia 7)
- Stewart Copeland – timpani 32" e 35", piatti, crotales, gong bass drum e zither antico (traccia 7)
- James Merenda – rhodes (traccia 8)
- David Alpay – violino (traccia 8)
- Stepan Haytayan – voce (traccia 11)
- Mario Caspar – batteria (traccia 13)
- Mario Pagliarulo – basso (traccia 15)
- Dan Monti – chitarra elettrica (traccia 15)
- Larry LaLonde – trippy guitar (traccia 15)

### Produzione
- Serj Tankian – produzione, missaggio, mastering
- George Drabing Hicks – assistenza tecnica (tracce 7 e 8)
- Sam Wagner – ingegneria del suono aggiuntiva (traccia 8)
- Jon Del Sesto – copertina